# Middle Beach (Miami Beach)
Middle Miami è un quartiere della città di Miami Beach, nella Contea di Miami-Dade dello stato della Florida (Stati Uniti d'America). Rappresenta la parte centrale della città ed è delimitata approssimativamente dalla 23rd Street e Indian Creek Drive a sud e dalla 63th Street a nord.
La strada principale del quartiere è 41st Street ed al suo interno si trovano le aree di Fontainebleau Hotel, Eden Roc, Ocean Spray Hotel ed il Blue and Green Diamond.